# Kickstart

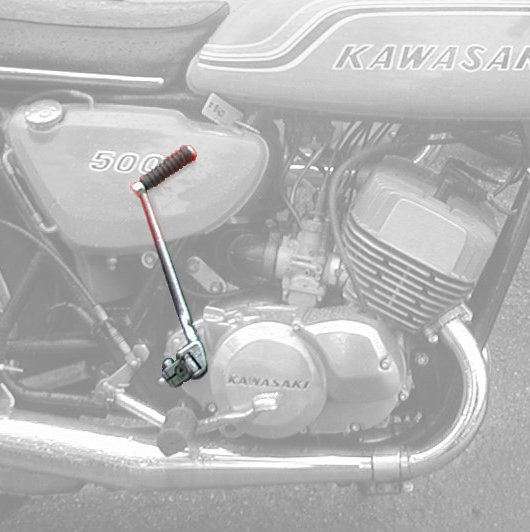
Kickstartspak markerad på en Kawasaki tvåtaktsmotorcykel

Kickstart är en startanordning vanligen funnen på motorcyklar och mopeder. Kickstartmekanismer var nästan universellt en del av motorcykelmotorer före mitten av 1970-talet och fasades ut ur produktion under de kommande tjugo åren när elektriska starter blev standardutrustning. Det tillverkas fortfarande (1996) en del motorcyklar som har både kick- och elstart. 
Många mopeder och skotrar har också både kickstart och elstart, den förra är användbar om den senare felfungerar, eftersom skoter- och mopedbatterier tenderar att vara mindre och som ett resultat av det tar slut mycket snabbare än andra former av bilbatterier. Dessutom är det vanligtvis inte möjligt att tryckstarta en moped eller skoter med automatväxel.
Större motorcyklar hade en manuell kompressionsutlösningsmekanism som gjorde det enklare att starta medan moderna enheter gjorde detta automatiskt genom en kabel kopplad till kickstartspaken.
Idag använder speciella terrängmotorcyklar och många fyrhjulingar kickstartsystem, för att undvika vikten av elektrisk startanordning. Majoriteten av de billiga tvåhjuliga och ibland trehjuliga fordonen i utvecklingsländer använder också kickstartsystem.

## Drift
Före start fälls kickstartspakarna i allmänhet ut från sidan av motorcykelmotorn så att föraren kan klara sidan av motorn när spaken roteras. När spaken börjar sjunka under förarens fot kopplar spärrkopplingen in en växel kopplad till vevaxeln och får den att rotera förbi övre dödpunkten så att en tändgnista kan antända den komprimerade bränsleblandningen. Vid start kopplas kopplingen ur och föraren fäller tillbaka spaken.
På vissa två- eller encylindriga motorer med stora slagvolymer kan "kickback" inträffa om bränslet antänds innan kolven når övre dödpunkten. Detta gör att veven snurrar bakåt och kan vara smärtsamt för föraren när spaken slår tillbaka på foten.
Den första kickstartmotorcykeln var en brittisk Scott Motorcycle tvåtakts tvåcylindrig tillverkad 1910.
Vissa skotrar har kickstarter med en tendens att inte alltid fungera, om de inte utförs korrekt. Vissa tillverkare har också infört kickstart i sina modeller, endast i syfte att introducera uppenbar bekvämlighet för tändning, istället för att erbjuda ett pålitligt alternativ med elektrisk start.